# 20. Division (Japanisches Kaiserreich)
Die 20. Division (jap. 第20師団, Dai-nijū Shidan) war eine Division des Kaiserlich Japanischen Heeres, die 1915 aufgestellt und 1945 aufgelöst wurde. Ihr Tsūshōgō-Code (militärischer Tarnname) war Morgen-Division (朝兵団, Asa-heidan) oder Asa 2086.

## Geschichte der Einheit
Die 20. Division wurde am 24. Dezember 1915 als Karree-Division aufgestellt und bestand hauptsächlich aus der 39. Infanterie-Brigade (77. und 78. Infanterie-Regiment), der 40. Infanterie-Brigade (79. und 80. Infanterie-Regiment) sowie dem 28. Kavallerie-Regiment, dem 26. Feldartillerie-Regiment und dem 20. Pionier- und Transport-Bataillon. Sie stellte neben der 19. Division die Garnison für das unter japanischer Herrschaft stehende Korea. Das Hauptquartier der ca. 15.000 Mann starken Division lag in Keijō. Die Aufgabe der Division war einerseits, Schutz gegen eine eventuelle Invasion seitens China bzw. der Sowjetunion zu stellen, andererseits um aufkommende Anti-Japanische Strömungen zu unterbinden.

### Mandschurei-Krise
Am 18. September 1931 wurde bei der Stadt Mukden ein Sprengstoffanschlag auf die Südmandschurische Eisenbahn verübt. Dieser Vorfall erhielt die Bezeichnung Mukden-Zwischenfall. Es gilt als gesichert, dass dieser Vorfall von der Kwantung-Armee inszeniert wurde, um einen Grund für eine Invasion zu erhalten. Diese griff sofort die nahegelegene chinesische Garnison an. Das Vorgehen der Armee war angeblich nicht von der japanischen Regierung geplant worden. Da China sich zu diesem Zeitpunkt bereits im chinesischen Bürgerkrieg befand und militärisch schlecht ausgerüstet war, konnten die Japaner die Mandschurei bis Anfang 1932 einnehmen. Die 20. Division rückte im Dezember 1931, zusammen mit der 38. Brigade der 19. Division in die Mandschurei vor und beteiligte sich an der Besetzung derselben.
Zur Verwaltung der Mandschurei wurde der Marionettenstaat Mandschukuo eingerichtet und an dessen Spitze Puyi, der ehemalige Kaiser von China, gesetzt.

### Zweiter Japanisch-Chinesischer Krieg

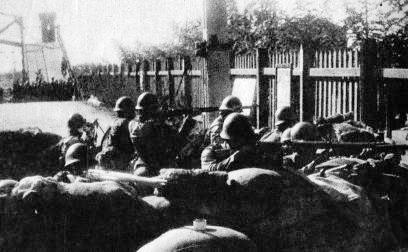
Soldaten des 77. Regiments an der Bahnstation von Langfang nahe Peking, kurz nach Ausbruch des Zweiten Japanisch-Chinesischen Krieges, Juli 1937

Am 1. Dezember 1936 übernahm Generalleutnant Kawagishi Bunzaburō die Division, unter dessen Befehl 1937 das Pionier- und Transport-Bataillon auf Regimentsstärke gebracht wurde. Kurz darauf wurde die Division auf den Kriegsschauplatz des seit 7. Juli 1937 ausgebrochenen Zweiten Japanisch-Chinesischen Krieges beordert und nahm als eine der ersten japanischen Divisionen an der Schlacht um Peking-Tianjin teil. Darauf folgten Gefechte um den Nankow-Pass nordwestlich von Peking. Im September 1937 bewegte sie sich entlang der Eisenbahnstrecke Peking-Hankou entlang und war an der Eisenbahnlinie in Kämpfe verwickelt. Diese Kämpfe gingen direkt über in die Schlacht um Taiyuan, die bis zum 9. November 1937 andauerten und siegreich für die Japaner ausging. Danach verblieb die Division in der Region Shanxi bis Ende 1939, wurde aber zur Auffrischung wieder zurück nach Korea beordert.

### Pazifikkrieg
In Anbetracht der schlecht verlaufenden Schlacht um Guadalcanal entschied der Daihon’ei (Japanischer Generalstab) im Dezember 1942, über 100.000 Mann nach Lae auf das Territorium Neuguinea zu beordern. Das Unternehmen wurde Operation No. 81 genannt und sah vor, im Januar/Februar 1943 die 20., 41. und die 51. Division nach Lae auf Neuguinea zu bringen, um die dort stationierte 18. Armee zu verstärken. Während die 51. Division schwerste Verluste während der Anfahrt auf dem Seeweg in der Schlacht in der Bismarcksee hinnehmen musste, traf die 20. Division ohne Verluste am 19. Januar ein. Einige Monate nach ihrer Ankunft in Madang auf Neuguinea starb der Kommandeur der 20. Division, Generalleutnant Aoki Shigemasa, Ende Juni 1943 an Malaria und wurde durch Generalleutnant Katagiri Shigeru ersetzt. Katagiri war beauftragt worden, mit seinen Männern eine ca. 200 km lange Straße quer durch den Dschungel nach Lae zu bauen.
Im Juni 1943 wurde die 20. Division in eine Triangulare Division Typ A „Verstärkte“ Division umgewandelt, unter anderem eine Maßnahme des Generalstabs, um durch die Einsparung eines Regiments neue Divisionen aufzustellen. In diesem Fall wurde das 77. Infanterie-Regiment der 30. Division zugeordnet.
Am 30. Juni 1943 landeten amerikanische und australische Truppen in der Nassau Bay, um Neuguinea zurückzuerobern. Es entwickelten sich zahlreiche Kämpfe zwischen den fünf gelandeten alliierten Divisionen und der 18. Armee, in der die Japaner immer weiter Richtung Huon-Halbinsel zurückgedrängt wurden. Dort entwickelte sich ab September 1943 die Schlacht um die Huon-Halbinsel, die bis zum 1. März 1944 anhielt und mit dem Rückzug der Japaner endete. Im April 1944 wurde während der alliierten Operation Reckless Generalleutnant Katagiri im Kampf getötet und durch Generalmajor Nakai Masutaro ersetzt, der am selben Tag noch zum Generalleutnant befördert wurde. Inzwischen war die 20. Division durch Kämpfe, Krankheiten und Unterernährung immer weiter reduziert worden und zählte im Juli 1944 von ehemals 25.000 Mann nur noch ca. 4000 Soldaten. Gegen Ende des Krieges zählte die Division sogar nur noch ca. 1700 Überlebende, die sich im September 1945 den Alliierten ergaben.
Die 20. Division wurde im September 1945 aufgelöst.

## Gliederung

### 1915
Die 20. Division wurde am 24. Dezember 1915 als Karree-Division wie folgt aufgestellt:
- 20. Divisions-Stab
  - 39. Infanterie-Brigade
    - 77. Infanterie-Regiment
    - 78. Infanterie-Regiment

  - 40. Infanterie-Brigade
    - 79. Infanterie-Regiment
    - 80. Infanterie-Regiment

  - 28. Kavallerie-Regiment
  - 26. Feldartillerie-Regiment
  - 20. Pionier-Bataillon
  - 20. Transport-Bataillon

### 1943
Im Juni 1943 erfolgte die Umgruppierung als Typ A „Verstärkte“ Division als Triangulare Division wie folgt:
- 20. Infanterie-Divisions Hauptquartier (ca. 410 Mann)
  - 20. Infanterie-Divisions-Brigade Stab (ca. 150 Mann)
    - 78. Infanterie-Regiment (ca. 4830 Mann)
    - 79. Infanterie-Regiment (ca. 4830 Mann)
    - 80. Infanterie-Regiment (ca. 4830 Mann)

  - 20. Aufklärungs-Regiment
    - Stab (ca. 30 Mann)
    - Beritten (ca. 300 Mann)
    - Typ-92-Tanketten (ca. 100 Mann)
    - 1. motorisierte Kompanie (ca. 160 Mann)
    - 2. motorisierte Kompanie (ca. 160 Mann)
    - Versorgungs-Kompanie (ca. 100 Mann)

  - 20. Divisions-Artillerie-Gruppe, Stab (ca. 178 Mann)
    - 26. Feldartillerie-Regiment Stab (ca. 265 Mann)
    - 1. Bataillon (8 × 75-mm-Geschütze, 8 × 105-mm-Haubitzen (ca. 900 Mann))
    - 2. Bataillon (8 × 75-mm-Geschütze, 8 × 105-mm-Haubitzen (ca. 900 Mann))
    - 3. Bataillon (8 × 75-mm-Geschütze, 8 × 105-mm-Haubitzen (ca. 900 Mann))

  - 20. Pionier-Regiment (ca. 900 Mann)
  - 20. Signal- und Fernmelde-Einheit (ca. 220)
  - 20. Transport-Regiment (ca. 2820 Mann)
  - 20. Versorgungs-Kompanie (ca. 185 Mann)
  - 20. Feldhospital (Vier Feldhospitäler mit jeweils ca. 250 Mann)
  - 20. Wasserversorgungs- und -aufbereitungs-Einheit (ca. 160 Mann)
  - 20. Veterinär-Hospital (ca. 100 Mann)
  - 20. Sanitäts-Einheit (ca. 1000 Mann)

Gesamtstärke: ca. 25.428 Mann

## Führung
Divisionskommandeure
- Joboji Goro, Generalleutnant: 1. April 1919 – 8. Februar 1922
- Sugaya Shoichi, Generalleutnant: 8. Februar 1922 – 20. August 1924
- Hikita Inuisaku, Generalleutnant: 20. August 1924 – 26. Juli 1927
- Uehara Heitaro, Generalleutnant: 26. Juli 1927 – 1. August 1930
- Shitsu Kenji, Generalleutnant: 1. August 1930 – 8. August 1932
- Umezaki Nobutaro, Generalleutnant: 8. August 1932 – 15. März 1935
- Miyake Koji, Generalleutnant: 15. März 1935 – 1. Dezember 1936
- Bunzaburō Kawagishi, Generalleutnant: 1. Dezember 1936 – 23. Juni 1938
- Ushijima Jitsutsune, Generalleutnant: 23. Juni 1938 – 7. September 1939
- Shichida Ichirō, Generalleutnant: 7. September 1939 – 10. April 1941
- Nagatsu Hisashige, Generalleutnant: 10. April 1941 – 17. August 1942
- Aoki Shigemasa, Generalleutnant: 17. August 1942 – 29. Juni 1943
- Katagiri Shigeru, Generalleutnant: 2. Juli 1943 – 28. April 1944
- Nakai Masutaro, Generalmajor: 10. Mai 1944 – September 1945